# Políbio Valente de Almeida
Políbio Fernando Amaro Valente de Almeida   Porto, 19 de junho de 1932 - Cascais, 9 de junho de 2008 foi um Professor Catedrático português no Instituto Superior de Ciências Sociais e Políticas, autor de diversos trabalhos científicos e investigador coordenador no Instituto de Investigação Científica Tropical (IICT). Especialista em temas de geopolítica e estratégia.  Marcado pelos modelos de Kjellén, faz uma análise do poder do pequeno Estado, introduzindo em Portugal as teses de Ray S. Cline. 
Frequentou, no Instituto Superior de Estudos Ultramarinos, o curso de Administração Ultramarina, tendo, de seguida, partido para Angola, como Administrador Territorial.
Nesta província ultramarina desenvolveu intensa actividade no planeamento e desenvolvimento socioeconómico de amplas zonas do território, que lhe valeram vários louvores públicos.
Regressado de Angola, fixa-se em Lisboa e, no Instituto Superior de Ciências Sociais e Política Ultramarina (ISCSPU, actual ISCSP - faculdade da Universidade Técnica de Lisboa), obteve a licenciatura com a classificação de 18 valores dedicando-se à vida académica.
Com uma bolsa Dwight D. Eisenhower, percorre, por quase um ano, os Estados Unidos da América, o México e o Canadá, proferindo conferências em Universidades sobre sociologia do desenvolvimento, desenvolvimento regional e cooperativo em África, política ultramarina e relações internacionais.
Realizou trabalhos de investigação aplicada e frequentou cursos de especialização nas Universidades de Princeton, Alabama, Berkeley, Austin, Chicago, Madison, Montreal, San Juan de Puerto Rico.
Entre 1965 e 1967 foi Secretário Executivo do Conselho Superior de Fomento Untramarino.
De 1967 a 1969, assume o cargo de Director Administrativo do Projecto da Barragem de Cabora-Bassa, na sua fase de planeamento e instalação.
Aceita, ainda, elevadas responsabilidades em projectos públicos de desenvolvimento socioeconómico em Moçambique e em Angola.
Foi bolseiro do Institut Universitaire de Hautes Études Internationales (IUHEI) orientado pelo Prof. Jacques Freymond e no Institut Européen de l'Université de Genève (IEUG), pelo Prof. Denis de Rougemont.
Bolseiro Fulbright, participa no Salzburg Seminar on International Relations.
Em 2 de Fevereiro de 1989, apresenta-se ao Júri de Doutoramento no Instituto Superior de Ciências Sociais e Políticas na especialidade de Relações Internacionais e obtém o respectivo grau, aprovado por 'unanimidade com distinção e louvor', defendendo a tese 'Do poder do pequeno Estado' (enquadramento geopolítico das pequenas potências) [ISBN 978-989-646-063-1).
No ISCSP, Políbio Valente de Almeida fez toda a carreira de Professor até ascender à cátedra, em 1995.
Além de Professor Catedrático, Políbio Valente de Almeida foi investigador coordenador no Instituto de Investigação Científica e Tropical (IICT), ali tendo produzido trabalhos de grande valor científico.
Dirigiu o Instituto de Relações Internacionais do ISCSP.
Ensinou também na Universidade Internacional, no Instituto Superior Naval de Guerra e no Instituto de Altos Estudos da Força Aérea.

## Obras publicadas
- Fundamentos de uma política de subversão africana. Lisboa, ISCSPU, 1964.
- Blocos regionais do Terceiro Mundo - Apontamentos policopiados. Lisboa, ISCSP, 1985-1987.
- Teoria Geral da Estratégia - Apontamentos policopiados. Lisboa, Associação de Estudantes do ISCSP, 1987.
- Do poder do pequeno Estado. Enquadramento geopolítico da hierarquia das potências - Dissertação de doutoramento. Lisboa, ISCSP-IRI, 1990.
- «Conceito de pequeno Estado» In Nação e Defesa, n.º Jan., pp. 11-17, Lisboa, Instituto de Defesa Nacional, 1991.